# وادي أغشت
وادي أغشت أو وادي أُسْتة أو وادي أوستا (بالإيطالية: Valle d'Aosta) (بالفرنسية: Vallée d'Aoste) أحد الأقاليم العشرين المكونة للأراضي الأيطالية، وهو يتمتع بنوع من الحكم الذاتي، يقع في أقصى شمال غرب البلاد، وهو أصغر الأقاليم الإيطالية فمساحته 3.263 كيلومتر مربع، وأقلها سكانا حيث يبلغ عددهم 122.868 نسمة، تحده من الشمال سويسرا، ومن الغرب فرنسا، وإقليم بييمونتي جنوبا وشرقا، عاصمته مدينة أغشت.
و وادي أغشت هو الإقليم الوحيد الذي ليس به مقاطعات، وتوكل مهام المقاطعة بالمشاركة بين إدارة الإقليم والبلديات.

## الجغرافيا
أراضي وادي أغشت جبلية بالكامل، يحيط بها القمم الألبية الشاهقة، بما في ذلك قمة مونتيبيانكو أعلى قمة في أوروبا التي يبلغ أرتفاعها 4810 متر وهي على الحدود مع فرنسا.
الجزء الجنوبي من الإقليم يشغله المحمية الطبيعية الوطنية غران بارا ديزو (Parco Nazionale del Gran Paradiso)، يتركز السكان على طول نهر دورا بالتيا الذي يبلغ طوله 160 كم وفي باقي الأودية الصغيرة، لقد تكوّنت هذه الأودية بمرور الزمن من جريان الجليد الذي كان يغطي كل الإقليم، والآن الثلوج لا تغطي إلا القمم العالية.
لايوجد بالإقليم مدن كبيرة، فماعدا العاصمة أغشت التي يبلغ عدد سكانها 34.610 نسمة، فبقية التجمعات قرى وعددها 73 قرية لا يتجاوز عدد سكان أكبرها خمسة الآف نسمة.

## المناخ
المناخ السائد هو المناخ الألبي، شتاء قاسٍ وصيف معتدل، لكن الأودية المارة على طول نهر دورا بالتيا تشهد أجواء أفضل، ويشهد الشتاء سقوط الثلوج والأمطار.